# José Reinaldi
José Omar Reinaldi, más conocido como la Pepona (Villa María, Provincia de Córdoba, Argentina; 27 de mayo de 1949), es un exfutbolista argentino. Jugaba como delantero y su primer club fue el Club Atlético Belgrano.

## Trayectoria

### Como jugador

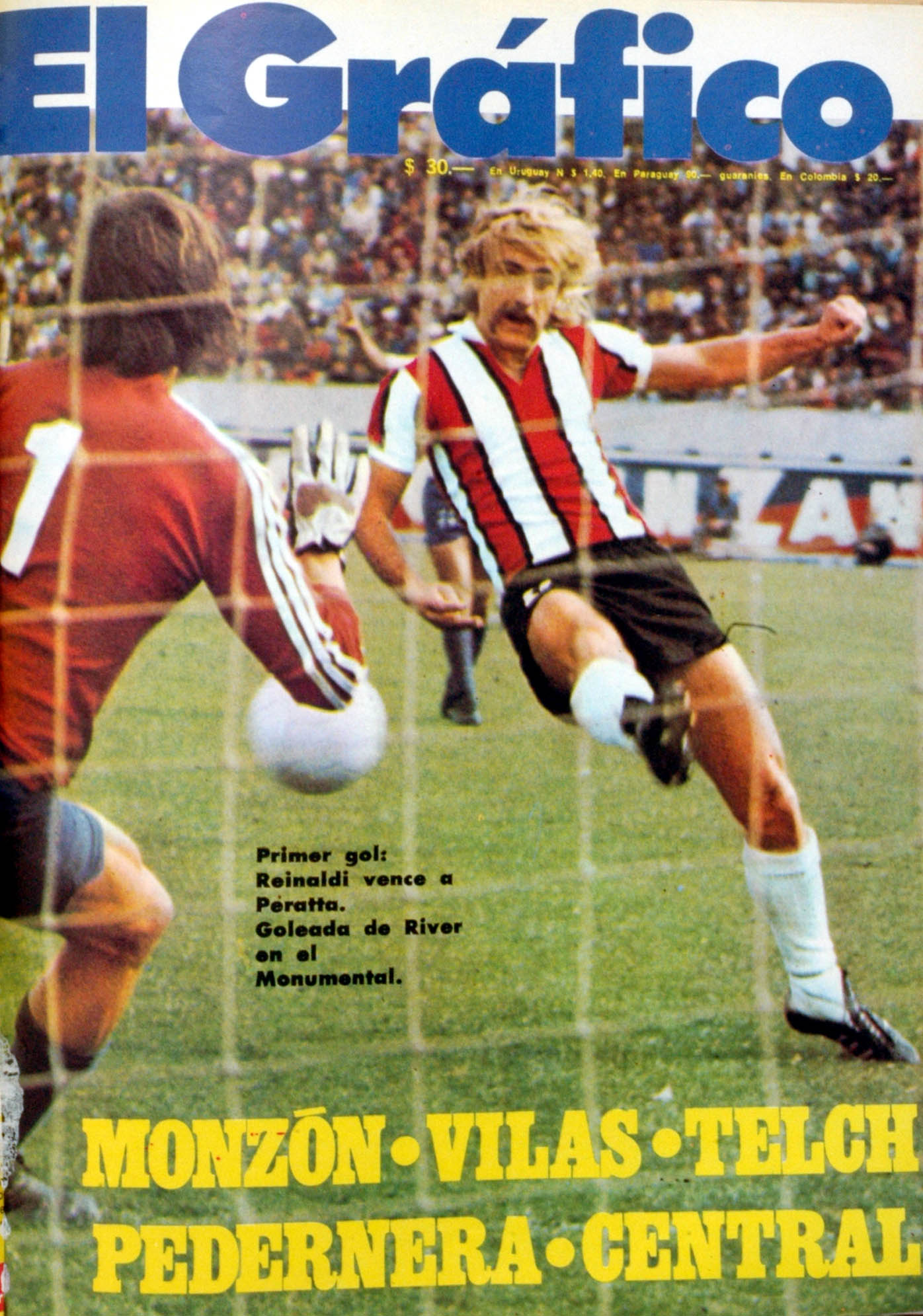
Reinaldi (River) en 1975.

Se inició como jugador en Lavalle de Córdoba, proveniente de Villa María, se inscribió en la carrera de Arquitectura mientras jugaba en la Liga Cordobesa de fútbol en el club Lavalle, que actualmente se llama Unión San Vicente producto de la función con el Club Palermo también del barrio de San Vicente.
Su aparición en el fútbol nacional la hizo defendiendo la casaca de Belgrano de Córdoba en el Nacional 1968. Por ese entonces los clubes cordobeses sólo podían participar en Primera División de AFA a través de los Nacionales; la mayor parte del año disputaban los torneos de la Liga Cordobesa de Fútbol. Reinaldi se coronó campeón de la misma en 1970, 1971 y 1973. Sus buenas actuaciones derivaron en su contratación por parte de River Plate; en este club logró romper una sequía de 18 años sin títulos al obtener los dos campeonatos del año 1975, el Metropolitano y el Nacional. Prosiguió durante 1976 en Barcelona de Guayaquil. Retornó a su provincia natal para jugar en esta ocasión para Talleres. Logró otros tres títulos de la liga cordobesa (1977 a 1979) y a nivel nacional fue goleador del Nacional 1978 con 18 tantos. En 1981 intercaló un paso por Belgrano para disputar el Nacional. En 1983 jugó primeramente en Loma Negra de Olavarría, y luego en Rosario Central. En el cuadro canalla disputó 32 partidos y marcó 13 goles; uno de ellos fue en el clásico rosarino del 9 de octubre, finalizado 3-3. Se destacan también tres tantos convertidos a Vélez Sarsfield, en los últimos diez minutos de partido y que sirvieron para ganarlo 3-2, cotejo disputado el 2 de noviembre.  La temporada 1984 fue su última como futbolista y la dividió nuevamente entre los dos grandes cordobeses: jugó el Nacional para Belgrano y el Metropolitano para Talleres.

### Como entrenador
Ejerció el cargo en diversos clubes: Barcelona de Guayaquil (1989), Almirante Brown, Talleres (2004-2005), Textil Mandiyú (2006), Ñuñorco (2008). También fue técnico de Racing de Córdoba.

## Selección nacional
Participó en dos encuentros amistosos en 1979, en la era Menotti, sin marcar goles.

### Participaciones en la Selección
| Instancia | Fecha               | Estadio        | Rival    | Resultado |
| --------- | ------------------- | -------------- | -------- | --------- |
| Amistoso  | 25 de abril de 1979 | Monumental     | Bulgaria | 2-1       |
| Amistoso  | 29 de mayo de 1979  | Lansdowne Road | Irlanda  | 0-0       |

## Clubes

### Como futbolista
| Club            | País      | Año             | PJ  | Goles |
| --------------- | --------- | --------------- | --- | ----- |
| Belgrano        | Argentina | 1968-1974; 1984 | 84  | 34    |
| River Plate     | Argentina | 1975-1976       | 45  | 14    |
| Barcelona       | Ecuador   | 1976            | 18  | 9     |
| Talleres        | Argentina | 1977-1982; 1984 | 162 | 70    |
| Loma Negra      | Argentina | 1983            | 10  | 4     |
| Rosario Central | Argentina | 1983            | 32  | 13    |
| Total           | Total     | Total           | 351 | 144   |

Nota: no se encuentran incluidos los goles convertidos por Liga Cordobesa; en Belgrano marcó 70 y en Talleres 26.

### Como entrenador
| Club              | País      | Año       |
| ----------------- | --------- | --------- |
| Talleres          | Argentina | 1985-1986 |
| Talleres          | Argentina | 1986-1987 |
| Talleres          | Argentina | 1988-1989 |
| Barcelona         | Ecuador   | 1989      |
| Racing de Córdoba | Argentina | 1989-1990 |
| Almirante Brown   | Argentina | 1993-1994 |
| Talleres          | Argentina | 1995      |
| Talleres          | Argentina | 2003-2004 |
| Textil Mandiyú    | Argentina | 2006      |
| Ñuñorco           | Argentina | 2006      |

## Palmarés

### Títulos nacionales
| Título           | Equipo      | País      | Año    |
| ---------------- | ----------- | --------- | ------ |
| Primera División | River Plate | Argentina | M-1975 |
| Primera División | River Plate | Argentina | N-1975 |
| Copa Hermandad   | Talleres    | Argentina | 1977   |

### Títulos regionales
| Título         | Equipo   | Provincia | Año  |
| -------------- | -------- | --------- | ---- |
| Liga Cordobesa | Belgrano | Córdoba   | 1970 |
| Liga Cordobesa | Belgrano | Córdoba   | 1971 |
| Liga Cordobesa | Belgrano | Córdoba   | 1973 |
| Liga Cordobesa | Talleres | Córdoba   | 1977 |
| Liga Cordobesa | Talleres | Córdoba   | 1978 |
| Liga Cordobesa | Talleres | Córdoba   | 1979 |

### Distinciones individuales
| Distinción                                | Año           |
| ----------------------------------------- | ------------- |
| Goleador de la Primera División Argentina | Nacional 1978 |